# Neagoe Basarab
Neagoe Basarab V (pronunciat en romanès: [ne̯aˈɡo.e basaˈrab]), (c.1459 - 15 de setembre de 1521) va ser el voivoda (príncep) de Valàquia entre 1512 i 1521. Nascut en el si de la família boiar dels Craioveşti (les seves marques regnen el clímax de la influència política de la família) com el fill de Parvu Craiovescu o Basarab Țepeluș cel Tânăr, Neagoe Basarab, que va substituir Vlad cel Tânăr després que aquest tutela Craioveşti rebutjat, es va destacar per les seves capacitats i competències.

## Regnat

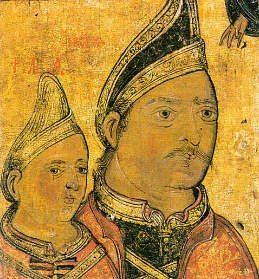
Neagoe Basarab i el seu fill Theodosie (icona del monestir de Dionysiou)

Al segle xvi, Valàquia era independent, però se li va exigir un tribut desorbitat a la força més gran l'Imperi Otomà. Neagoe va fomentar el desenvolupament de l'artesania i el comerç, tot mantenint una bona relació amb l'altre poderós veí de Valàquia, Hongria.
La seva diplomàcia va intentar establir connexions amb la República de Venècia i el papat, fins i tot oferint-se de mediar la disputa entre l'ortodòxia oriental i el catolicisme romà, amb la finalitat d'unir la cristiandat contra l'amenaça otomana.
Va adoptar la tradició romana d'Orient del mecenatge de l'Església, fent donacions generoses als monestirs ortodoxos, no només a Valàquia, sinó a tots els Balcans. Durant el seu regnat es va construir el monestir Curtea de Argeș (el 1517); la llegenda apunta a Meșterul Manole com a principal artesà. El conte també fusiona Neagoe amb una altra figura llegendària, el príncep Radu (que hauria causat la mort de Manole ordenant que es retiressin les bastides mentre els constructors estaven al terrat, assegurant-se que ningú no faria servir l'artesania de Manole i, per tant, preservaria la singularitat de l'estructura).
Neagoe va ordenar les primeres obres sobre l'antiga església metropolitana de Târgoviște (la ciutat on es va publicar l'edició dels evangelis el 1512) i l'església de Sant Nicolau a Şcheii Braşovului.
Neagoe Basarab va escriure en eslau eclesiàstic una de les primeres obres literàries de Valàquia, anomenada "Les ensenyances de Neagoe Basarab al seu fill Theodosie" (traduït en romanès com Învățăturile lui Neagoe Basarab către fiul seu Teodosie), on toca diversos temes com la filosofia, la diplomàcia, la moral i l'ètica.

## Família
Es va casar amb Milica Despina, filla de Sèrbia. Entre els seus fills hi ha Teodosie de Valàquia i Ruxandra, esposa de Radu d'Afumați i Radu Paisie, ambdós prínceps de Valàquia.